# 충남인터넷고등학교
충남인터넷고등학교(忠南인터넷高等學校)는 대한민국 충청남도 논산시 연산면 한전리에 있는 공립 고등학교이다.

## 학교 연혁
- 1977년 12월 30일 : 연산상업고등학교 설립 인가 (상업과 12학급)
- 1978년 4월 8일 : 개교식
- 1998년 8월 26일 : 교명 변경 (연산정보고등학교)
- 2000년 3월 1일 : 교명 변경 (충남인터넷고등학교 ‘특성화고등학교’)
- 2013년 3월 1일 : 학과 개편 (금융회계과 2학급, 인터넷상거래과 2학급)
- 2021년 3월 1일 : 학과 개편 (SNS마케팅과 1학급, 글로벌비즈니스과 2학급)
- 2024년 3월 1일 : 제19대 윤덕규 교장 부임
- 2025년 1월 15일 : 제45회 졸업식 (43명 졸업, 졸업생 총수 : 7,467명)
- 2025년 3월 4일 : 제48회 입학식 (39명)

## 설치 학과
- SNS마케팅과
- 글로벌비즈니스과

## 참고 자료
- 충남인터넷고등학교 - 한국교육학술정보원 학교알리미